# Flatøbogen
Flatøbogen (isl. Flateyjarbók) er et
stort oldislandsk håndskrift betegnet GkS 1005 fol. eller Codex Flatöiensis i Det Kongelige Bibliotek, indtil det i 1971 indgik i udleveringen af håndskrifter til Island. Det er det største islandske håndskrift fra middelalderen på 225 pergamentblade skrevet af præsterne Jón Þórðarson og Magnús Þórhallsson, der blev ansat af storbonden Jon Hákonarson til at skrive et værk, der lagde mere vægt på fortællingernes kristne perspektiv, end Snorre havde gjort i sine kongesagaer. Sproget er en blanding af gammelnorsk og islandsk, som professor Torgrim Titlestad, der har arbejdet med nyoversættelsen af værket, kalder "norrønt". Det fremgår af flere lag af sproget i teksten, at den er skrevet over længere tid.

## Indhold
Først i slutningen af 1380'erne blev Flatøbogen skrevet færdig på Island. Beretningen strækker sig fra Harald Hårfager og næsten frem til den sorte død i 1349, og er tre gange så lang som Snorres Heimskringla, som den adskiller sig fra. Hos Snorre har nordmænd og deres guder sandsynligvis ophav i Asien hos Odin, mens Flatøybog i stedet lancerer sagnkongen Torre og hans tre børn: Sønnerne Nor og Gor og datteren Goe. Flatøbogen var tiltænkt den 17-årige kong Olav 4. Håkonsson, men han døde i 1387, inden bogen blev overrakt. Ikke et eneste af de 225 godt bevarede blade af pergament mangler. Alt er stadig læseligt.
Hovedindholdet er sagaerne om Olav Tryggvason, som i Flatøbogen er den store helt; hans gudsøn Olav den hellige; kong Sverre og Håkon 4., samt i en tilføjelse fra 1400-tallet om Magnus den Gode og Harald Hårderåde.
De to første indeholder ikke alene mindre afsnit, men også hele sagaer som Orkneyinga saga og Færeyinga saga. Sådanne bearbejdelser fjerner sig langt fra de kunstnerisk udformede sagaer, men er ikke desto mindre af stor betydning netop på grund af det materiale, der måske slet ikke eller kun fragmentarisk kendes andetsteds.
Endelig findes her Flatø-annalerne "fra verdens ophav" frem til 1394; samt enkelte digte som Ólâfsríma, Hyndluljóð, Nóregs konungatal, der alle kun kendes herfra, samt Geisli (= Strålen), et religiøst digt om Olav den hellige.,

## Historie
En notits foran i bogen forklarer, hvornår, for hvem og af hvem den er skrevet. Sandsynligvis blev det nedskrevet på Nordisland, på Vididalstunga og/eller Þingeyrar-klostret (Islands ældste kloster, indviet i 1133 og lukket 1551). Værket blev betalt af den velstående storbonde Jon Hákonarson, der til sit slægtstræ regnede Snorre, Sturla Tordsson, Egil Skallagrimsson og kong Magnus Barfod. Han var optaget af Norges storhedstid, Norgesvældet, der hørte fortiden til. Nu ville han hædre den unge kong Olav Håkonsson ved at give ham et skrift om det land, han havde fået i arv. Men 3. august 1387 døde den 17-årige konge pludselig, inden han fik bogen overrakt. Projektet blev dog fortsat og kostede 113 kalve livet. Først i 1395 blev det afsluttet. Præsterne havde øst af et stort antal originale håndskrifter, op til flere hundrede år gamle, længe inden Snorres forfatterskab i 1220'erne.
Da den unge kong Olav 4. døde, kunne Jon Hákonarson have skænket bogen til Olavs mor, dronning Margrethe; men i stedet beholdt han den selv. Efter hans død forsvandt den ud af slægten og havnede hos sysselmanden på Island, Jon Finnsson, der var bosat på Flatey, som bogen fik navn efter. En tid befandt den sig i Skålholtkatedralen, der nedbrændte; men til alt held var bogen udlånt på det tidspunkt.
Efter stærkt pres på den islandske ejer blev håndskriftet i 1662 bragt til Danmark, og først i 1971 hjemsendt til Island. Det blev som gave overrakt Frederik 3. af biskop Brynjolf Sveinsson og havde i 1400-tallet fået tilføjet nogle blade med historierne om Magnus den gode og Harald Hårderåde. I 1682, da Thormod Torfæus blev udnævnt til kongelig historieskriver for Norge, fik han den værdifulde bog hjem til sig på Karmøy. Den danner grundlag for hans værk Historia Rerum Norvegicarum (1711). I 1704 var bogen returneret til arkiverne i København. Da den indeholder Grønlændingenes saga om de norrøne sejladser til det amerikanske kontinent, ville USA låne bogen til verdensudstillingen i Chicago i 1893. Amerikanerne tilbød at hente den i krigsskib til New York og derefter sende den med specialtog til Chicago – og dertil forsikre den for 75.000 kroner. Men turen blev anset som altfor risikabel.
Torfæus afleverede sin oversættelse i løbet af to år, med en dedikation til Frederik 3. 28. december 1661. Oversættelsen tæller mer end 1.500 sider. Torfæus var under pres og arbejdede hurtigt; det medførte, at han ikke fik oversat skjaldekvadene, og flere afsnit blev udeladt. Han fæstede ikke lid til, at nogen var rejst til Indien på den tid, da Torstein Vikingssons saga hævder, at det skete, og derfor udelod Torfæus det kapitel og erstattede det med noget, han fandt mere troværdigt. Her blev en stor del af sagalitteraturen for første gang tilgængelig for læserne. Seks forskere i 2000-tallet arbejdede i seks år med en nyoversættelse af Flatøybog - mens Torfæus alene udførte den samme opgave i løbet af to år. Allerede i 1300-tallet, da Flatøybog blev nedskrevet, var kundskaben om skjaldekunsten i færd med at glemmes. Torfæus måtte derfor søge hjælp fra bekendte på Island i sit oversætterarbejde.
Hele håndskriftet blev udgivet af nordmanden Carl Richard Unger og islændingen Guðbrandur Vigfússon i tre bind, Kristiania, 1860-68.
En oversættelse til engelsk er under udarbejdelse.
I efteråret 2014 indledte Stavangerforlaget Saga Bok udgivelsen af en ny udgave af Flatøbogen i moderne norsk oversættelse ved Edvard Eikill. Værket består af 6 bind.